# Брошан (станція метро)
48°53′27″ пн. ш. 2°19′11″ сх. д. / 48.89083333° пн. ш. 2.31972222° сх. д.
Брошан (фр. Brochant) — станція лінії 13 паризького метро.
Розташована у 17-му окрузі, під авеню де-Кліші на вулиці Брошан, від якої станція здобула свою назву.
Станція є складовою північно-західного відгалуження лінії у напрямку Ле-Куртій. Станція знаходиться у 1-й тарифній зоні.
Станцію названо на честь Андре Брошан де Вільє, французького мінералога і геолога, який відповідав за підготовку геологічної карти Франції.
В 2019 пасажирообіг станції склав 2 984 525 осіб, що є на 176-ом місце серед станцій метро за пасажирообігом.

## Конструкція
Односклепінна станція мілкого закладення з двома береговими платформами

## Розташування
Станція розташована під авеню де-Кліші, на північний захід від перетину вулиці Брошан.
Орієнтована уздовж осі північний захід/південний схід.

## Історія
- 20 січня 1912: відкриття станції у складі другого відгалуження лінії B компанії Nord-Sud від Ла-Фурш до Порт-де-Кліші.
- 27 березня 1931: станція разом з лінією B стала лінією 13 після поглинання Nord-Sud Company 1 січня 1930 року її конкурентом Compagnie du chemin de fer métropolitain de Paris.

## Пересадки
- Автобуси: 31, 54, 66, 74, 163 і 518 мережі RATP, а вночі — лінії N15 і N51 мережі Noctilien[en].

## Визначні місця
- Місто квітів[en]
- Церква Сен-Жозеф-де-Епінетт
- Парк Мартіна Лютера Кінга[en]

## Операції
| Попередня станція | Лінія | Лінія | Лінія | Наступна станція |
| ----------------- | ----- | ----- | ----- | ---------------- |
| Порт-де-Кліші     |       | 13    |       | Ля-Фурш          |